# Anselmo Moreno
Anselmo Moreno (ur. 28 czerwca 1985 w El Martillo) – panamski bokser, aktualny zawodowy mistrz świata w kategorii koguciej (do 118 funtów) organizacji WBA.
Karierę rozpoczął w 2002. Pierwszej i jak na razie jedynej porażki doznał już w swojej ósmej walce, z mało znanym pięściarzem, Ricardo Moliną (później w 2005 dwukrotnie go pokonał). 5 maja 2006 wygrał na punkty z byłym mistrzem świata IBF w kategorii junior koguciej, Feliksem Machado. W ciągu zaledwie roku wygrał sześć kolejnych walk, a 16 sierpnia 2007 w walce eliminacyjnej WBA już w pierwszej rundzie pokonał Meksykanina Ricardo Vargasa.
31 maja 2008 pokonał mistrza świata WBA, Wołodymyra Sydorenkę i odebrał mu pas mistrzowski. 18 września tego samego roku w pierwszej obronie tytułu mistrzowskiego pokonał Cecilio Santosa. Kolejny pojedynek stoczył już 30 października 2008, wygrywając na punkty z Rolly Matsushitą.
2 maja 2009 roku doszło do pojedynku rewanżowego z Sydorenką. Ponownie zwyciężył na punkty Moreno, tym razem po niejednogłośnej decyzji sędziów. Zaledwie dwa miesiące później wygrał po niejednogłośnej decyzji sędziów z byłym mistrzem świata WBA w kategorii junior piórkowej, Mahyarem Monshipourem. W 2009 roku stoczył jeszcze dwa pojedynki: w październiku pokonał przez techniczny nokaut w szóstej rundzie Jorge Otero, a w grudniu wygrał w jedenastej rundzie z Frederikiem Patrac'em.
27 marca 2010 pokonał po niejednogłośnej decyzji na punkty tymczasowego mistrza WBA, Nehomara Cermeño.
W listopadzie 2010 został przez WBA uznany super mistrzem "super champion" i w obronie tego tytułu pokonał 17 czerwca 2011 Lorenzo Parrę.